# Packard Humanities Institute
Das Packard Humanities Institute ist eine Stiftung des amerikanischen Klassischen Philologen David W. Packard mit Sitz in Los Altos, Kalifornien.
David W. Packard, der Sohn des Unternehmers David Packard, gründete diese Stiftung 1987 zur Unterstützung von Projekten auf den Gebieten der Archäologie, Musik, Filmkonservierung, Aufbewahrung historischer Dokumente und der Früherziehung.
Die Stiftung erhielt 1999 elf Prozent des Kapitals der Packard Foundation, etwa 1,5 Milliarden US-Dollar, und wurde damit zu einer der wohlhabendsten Stiftungen auf dem Gebiet der Geisteswissenschaften. Die Stiftung finanziert Langzeitprojekte insbesondere auf den Gebieten der Geschichte, der Literatur und der Musik der Vergangenheit.
Zu ihren Projekten gehörten und gehören (Auswahl):
- Restaurierung und Betrieb des Stanford Theatre in Palo Alto, Kalifornien
- Die Ausgrabungen von Zeugma (Osttürkei)[2]
- Gesamtausgabe der Werke von Carl Philipp Emanuel Bach[3]
- Internetedition aller griechischen Inschriften[4]
- Classical Latin Texts[5]
- Persian Literature in Translations[6]
- Digitale Edition der Werke von Benjamin Franklin[7]
- Digitale Edition der Werke W. A. Mozarts[8]
- Bach-Repertorium der Sächsischen Akademie der Wissenschaften (bis 2019)[9]
- Restaurierung von Herculaneum[10]